# Ambaixada d'Ucraïna a Espanya

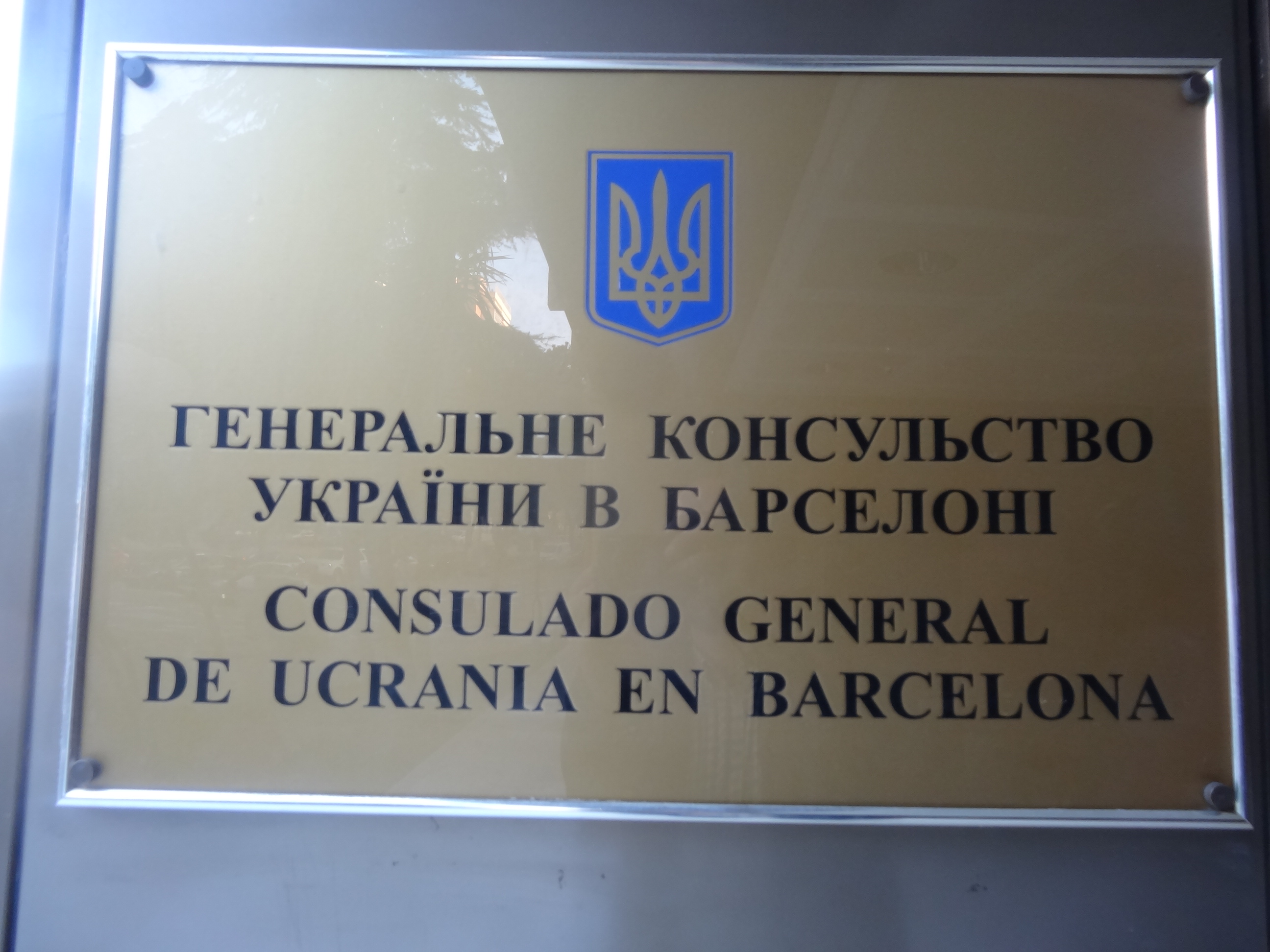
Consolat General d'Ucraïna a Barcelona

L'Ambaixada d'Ucraïna a Madrid és la missió diplomàtica d'Ucraïna a Espanya. L'edifici de l'ambaixada es troba a la Ronda de la Abubilla núm. 52 de Madrid. L'ambaixador d'Ucraïna a Espanya ha estat Serhiy Pohorelzew des del 2020.

## Història
Amb el col·lapse de l'Imperi tsarista el 1918, va sorgir per primera vegada un estat nació ucraïnesa. El Regne d'Espanya va reconèixer l'estat ucraïnès. Mykola Schrah va ser nomenada primera representant diplomàtica d'Ucraïna a Espanya el 1918. Durant la Guerra Civil Russa, l'Exèrcit Roig va conquistar la major part d'Ucraïna i es va incorporar a la Unió Soviètica com a República Socialista Soviètica d'Ucraïna.
Després del col·lapse de la Unió Soviètica, Ucraïna es va declarar independent el desembre de 1991. Espanya va reconèixer Ucraïna el 31 de desembre de 1991. Les relacions diplomàtiques es van establir el 30 de gener de 1992 i l'ambaixada a Madrid es va obrir el juny de 1995. El primer ambaixador va ser Yuri Kostenko. Serhiy Pohorelzew és l'ambaixador d'Ucraïna a Espanya des del 2020, després de la seva primera acreditació el 2012-2016.
Les relacions diplomàtiques amb Andorra van començar el 2008. Ucraïna es va convertir en el setè país que va establir un consolat honorari a Andorra. Els ambaixadors de Madrid hi són acreditats com a ambaixadors no residents.

## Oficines consulars d'Ucraïna a Espanya
Districtes consulars d'Ucraïna a Espanya
Secció consular de l'ambaixada d'Ucraïna a Madrid
Consolat General a Barcelona
Consolat a Màlaga
Per tant, Espanya es divideix en tres districtes consulars.

## Edifici de l'ambaixada a Madrid
L'ambaixada es troba en una vil·la de la ronda de la Abubilla 52, al nord-oest de la capital espanyola.

## Ambaixador d'Ucraïna a Espanya
- Mykola Illitsch Schrah (cap de missió, 1918–?)
- Oleksandr Hnjedych (1995–1997)
- Oleksandr Taranenko (1997-2004)
- Oleh W Lassenko (2004-2006)
- Anatoly Shcherba (2006–2012)
- Volodymyr Krassilchuk (2012)
- Serhiy Pohorelzew (2012-2016)
- Anatoly Shcherba (2016-2020)[2][3]
- Serhiy Pohorelzew (2020–)[4]